# Mus (ätt)
Mus var en medeltida svensk frälseätt, som i sitt vapen förde en mus på ett bord.
Kung Erik Erikssons stallare hette Brynulf Mus, känd från sitt sigill med omskriften [SIGILL] VM BR[Y]NVLFI MVRIS, samt med en bild av en mus på ett bord (utan sköld), sigillet hör till ett diplom av 1222-1230, däri han dock blott kallar sig Brynnulfus stabularius. Han var troligen medlem av det råd som 1222–1229 styrde Sverige istället för den omyndige kungen Erik Eriksson.
Huruvida väpnaren Jösse Mus, som nämnes i ett brev från Söderköping 1376, hörde till samma släkt är okänt

Enligt Sofie Adlersparre i Antikvarisk tidskrift för Sverige nämns i källorna en Johannes Mus, gift med Ulfhild, dotter till lagman Magnus Bengtsson (Bjälboätten) och syster till hans son och efterträdare, lagmannen Bengt Magnusson (Bjälboättens lagmansgren), båda lagmän i Östergötland. Hon hade ett nära identiskt godsinnehav som senare Rörik Birgersson och hans söner. Hon var senare gift med  Birger Filipsson (Aspenäsätten). 
En dansk medeltida ätt Mus, som även förekommer i SRAP, förde ett helt annat vapen.